# Susan Auch
Susan Margaret Auch (Winnipeg, 1 de marzo de 1966) es una deportista canadiense que compitió en patinaje de velocidad sobre hielo. 
Participó en cuatro Juegos Olímpicos de Invierno, entre los años 1992 y 2002, obteniendo dos medallas de plata, en Lillehammer 1994 y en Nagano 1998, ambas en la prueba de 500 m.

## Palmarés internacional
| Juegos Olímpicos | Juegos Olímpicos      | Juegos Olímpicos | Juegos Olímpicos |
| Año              | Lugar                 | Medalla          | Prueba           |
| ---------------- | --------------------- | ---------------- | ---------------- |
| 1994             | Lillehammer (Noruega) | Medalla de plata | 500 m            |
| 1998             | Nagano (Japón)        | Medalla de plata | 500 m            |